# Trofeo Federale 1991
Il Trofeo Federale 1991 è stato la 6ª edizione di tale competizione, e si è concluso con la vittoria del Tre Fiori, al suo primo titolo.

## Risultati
- Semifinali

A)  Faetano -  Juvenes 0 - 2
B)  Libertas -  Tre Fiori 1 - 1 d.t.s (5 - 4 rigori), partita poi vinta a tavolino per 0 - 3 dal Tre Fiori per irregolarità del Libertas
- Finale:

C)   Tre Fiori -  Juvenes 3 - 2 d.t.s.